# SBS 뉴스토리
《SBS 뉴스토리》는 SBS TV에서 매주 토요일 오전 8시에 방송 중인 탐사 보도 프로그램이다.

## 방송 시간
| 방송 채널 | 방송 기간                          | 방송 시간                               | 비고      |
| --------- | ---------------------------------- | --------------------------------------- | --------- |
| SBS TV    | 1997년 7월 1일 ~ 1998년 10월 13일  | 매주 화요일 밤 10시 55분 ~ 12시         | 독립 편성 |
| SBS TV    | 1998년 10월 20일 ~ 1999년 9월 28일 | 매주 화요일 밤 10시 55분 ~ 11시 50분    | 독립 편성 |
| SBS TV    | 1999년 10월 24일 ~ 2000년 4월 9일  | 매주 일요일 아침 8시 ~ 오전 9시         | 독립 편성 |
| SBS TV    | 2000년 4월 18일 ~ 2000년 10월 3일  | 매주 화요일 밤 10시 55분 ~ 11시 55분    | 독립 편성 |
| SBS TV    | 2000년 10월 22일 ~ 2001년 4월 22일 | 매주 일요일 밤 10시 50분 ~ 11시 50분    | 독립 편성 |
| SBS TV    | 2001년 5월 4일 ~ 2002년 1월 11일   | 매주 금요일 밤 10시 55분 ~ 12시 5분     | 독립 편성 |
| SBS TV    | 2002년 1월 18일 ~ 2003년 1월 24일  | 매주 금요일 밤 11시 5분 ~ 12시 15분     | 독립 편성 |
| SBS TV    | 2003년 2월 12일 ~ 2004년 9월 29일  | 매주 수요일 밤 11시 5분 ~ 12시 5분      | 독립 편성 |
| SBS TV    | 2004년 10월 12일 ~ 2005년 4월 19일 | 매주 화요일 저녁 8시 55분 ~ 밤 9시 55분 | 독립 편성 |
| SBS TV    | 2005년 4월 27일 ~ 2011년 3월 9일   | 매주 수요일 밤 11시 10분 ~ 12시 10분    | 독립 편성 |
| SBS TV    | 2011년 3월 22일 ~ 2013년 2월 26일  | 매주 화요일 저녁 8시 50분 ~ 밤 9시 55분 | 독립 편성 |
| SBS TV    | 2013년 3월 5일 ~ 2015년 11월 24일  | 매주 화요일 저녁 8시 55분 ~ 밤 10시     | 독립 편성 |
| SBS TV    | 2015년 12월 12일 ~ 2019년 8월 3일  | 매주 토요일 아침 7시 40분 ~ 8시 30분    | 독립 편성 |
| SBS TV    | 2019년 8월 10일 ~ 현재             | 매주 토요일 아침 8시 ~ 8시 30분         | 독립 편성 |

## MC[1]
- 2023년 12월 30일부터 MC 체제가 다시 폐지됐다.

| 대수 | 진행자                 | 진행 기간                          | 비고  |
| ---- | ---------------------- | ---------------------------------- | ----- |
| 1대  | 한수진 前 기자         | 2010년 11월 3일 ~ 2013년 2월 19일  |       |
| 2대  | 김소원 아나운서        | 2013년 2월 26일 ~ 2014년 7월 1일   |       |
| 3대  | 박선영 前 아나운서     | 2015년 12월 12일 ~ 2017년 2월 25일 |       |
| 4대  | 정미선 아나운서        | 2017년 3월 4일 ~ 2020년 12월 26일  |       |
| 5대  | 김소원 아나운서팀 부장 | 2021년 1월 23일 ~ 2023년 3월 25일  | [ 2 ] |
| 6대  | 이병희 아나운서        | 2023년 4월 1일 ~ 2023년 12월 23일  |       |

## 방송 내역

### 2011년
| 날짜      | 주제                                                                                                 |
| --------- | --- |
| 3월 22일  | 일본 대재앙 현장을 가다 한반도는 방사능에 안전한가                                                   |
| 3월 29일  | 독재 40년 카다피의 실체 구혼자 울리는 결혼 정보 업체 신정아 4001 스캔들 - 왜?                        |
| 4월 5일   | 한기총 돈 선거 - 10당 5락의 진실 구멍 뚫린 친일파 재산환수 사교육 1번지 대치동의 일탈                |
| 4월 12일  | 인신매매에 버려지는 이주여성들 4만 5천여 택시 기사들은 왜? 칼잡이와 마도로스                         |
| 4월 19일  | 국내 첫 취재 - 방사능 위험 현장을 가다 후쿠시마 원전 20km 안팎은 지금                                |
| 4월 26일  | 4 · 27 재보선 D - 1 격전지를 가다 암(癌)에 떠는 마을 서태지 대 이지아 베일 속 14년 - 진실은?         |
| 5월 3일   | 고물상 할아버지의 눈물 영변 핵시설에 무슨 일이 연아의 오마주 투 코리아                               |
| 5월 10일  | 인조잔디 - 빛 좋은 개살구? 방사능에 금간 이웃 누가 대통령에게 침을 놓았나? - 7cm 침 미스터리         |
| 5월 17일  | 그녀는 왜 전봇대에? 연평도 포격 6개월 - 지금 그들은 칼맞은 경찰                                      |
| 5월 24일  | 아찔한 동거 마루타 알바 미확인 급성 폐질환 - 내 아이를 살려주세요                                    |
| 5월 31일  | 끝나지 않은 재앙 - 고엽제 인터뷰의 황제를 인터뷰하다 - 래리 킹 독점 인터뷰 사제폭탄 - 당신을 노린다! |
| 6월 7일   | 의원님 안녕하세요? 돈과 바꾼 헛발질 - 프로축구 승부조작 파문 침출수 이상 무(無)?                     |
| 6월 14일  | 싱글대디를 아시나요? 반값의 함정 벼룩시장의 진화                                                     |
| 6월 21일  | 자살 도미노 - 왜? 수상한 바이올린 프리미엄의 비밀                                                    |
| 6월 28일  | 4대강에 장마가 오니 1인 시위 - 그들의 특별한 외침 합창의 힘                                          |
| 7월 5일   | D-1 Yes 평창 성형관광의 그늘 온라인 폭력 어디까지                                                    |
| 7월 12일  | 공포의 지하철 인생 2막 슈팅 그린란드 개썰매 - 백야 2700km를 가다                                     |
| 7월 19일  | 미친 전세값? 돈 되는 치료만 합니다 써니의 사회학 - 아줌마 그 유쾌한 반란                             |
| 7월 26일  | 기름값의 진실                                                                                        |
| 7월 26일  | 유기견을 부탁해                                                                                      |
| 7월 26일  | 한예종의 실험                                                                                        |
| 8월 2일   | 한반도 기상 변동 - 왜 이러나?                                                                        |
| 8월 2일   | 천 마리 반달곰을 아시나요?                                                                           |
| 8월 2일   | 등록금이 앗아간 23살의 꿈                                                                            |
| 8월 9일   | 우유대란이 오나?                                                                                     |
| 8월 9일   | 사고유발자들                                                                                         |
| 8월 9일   | 금(金) 테크 시대?                                                                                    |
| 8월 16일  | 태풍이 앗아간 귀어인의 꿈                                                                            |
| 8월 16일  | 착한 점심값의 비밀                                                                                   |
| 8월 16일  | 북(北) 정치범수용소 구금 25년 - 내 아내 · 두 딸 혜원 · 규원을 돌려 달라                              |
| 8월 23일  | 폭락 증시 언제까지                                                                                   |
| 8월 23일  | 모기와 송사리                                                                                        |
| 8월 23일  | 재국이의 여름                                                                                        |
| 8월 30일  | 일본의 한류 어디로                                                                                   |
| 8월 30일  | 교직을 1억 원에 팝니다                                                                               |
| 8월 30일  | 포리폴의 천사들                                                                                      |
| 9월 6일   | 단일화 과정엔 무슨 일이?                                                                             |
| 9월 6일   | 강정마을 - 그곳에 무슨 일이?                                                                         |
| 9월 6일   | 같이 소송하실래요?                                                                                   |
| 9월 20일  | 수상한 줄기세포 시술                                                                                 |
| 9월 20일  | 금(金)징어 대이동                                                                                    |
| 9월 20일  | 프로 야구 감독으로 산다는 것                                                                         |
| 9월 27일  | 저축은행 - 설마 했는데                                                                               |
| 9월 27일  | 고추대란                                                                                             |
| 9월 27일  | 사진 속 여인이 명성황후가 맞나?                                                                      |
| 10월 4일  | 시한폭탄 가계 빚                                                                                     |
| 10월 4일  | 사학비리의 교본                                                                                      |
| 10월 4일  | 추억 비즈니스 - 그 시절을 팝니다                                                                     |
| 10월 11일 | 요우커 - 통 큰 손님                                                                                  |
| 10월 11일 | 세상을 바꾼 남자 스티브 잡스                                                                         |
| 10월 11일 | 내부고발 그 후                                                                                       |
| 10월 18일 | 나는 99%다 원더우먼 대 조용한 투사 기부천사 고(故) 김우수                                            |
| 10월 25일 | 서울시장 보궐선거 D - 1 국민잡지 샘터 500호 토닥토닥 톡톡                                            |
| 11월 1일  | 위대한 탐험가 박영석 미래학교 캠핑에 빠지다                                                          |
| 11월 8일  | 보험사의 두 얼굴 러브콜 정치 그곳에 살고 싶다                                                        |
| 11월 15일 | 흔들리는 우면산 복구 태백에서 무슨 일이 투명 가방끈                                                  |
| 11월 22일 | 첫 번째 아이템 멧돼지와의 전쟁 시각 장애를 넘어 - 인천혜광학교 오케스트라                            |
| 12월 6일  | 어느 가장의 죽음 지금 서해에서는 떠도는 신생아                                                       |
| 12월 13일 | 파워 블로거의 일탈 스승과 교사 사이 가족 찾기의 달인                                                 |
| 12월 20일 | 김정일 사망 김정일 그는 누구인가 한반도 정세는? 김정일 사후 북한은                                   |
| 12월 27일 | 국경은 지금 김정일 체제 37년 - 김정은 시대는? 소방관으로 산다는 것은                                 |

### 2012년
| 날짜      | 주제                                     |
| --------- | ---------------------------------------- |
| 1월 3일   | 행운의 흑룡 - 반갑습니다?                |
| 1월 3일   | 황홀한 위협 - 빛공해                     |
| 1월 3일   | 야신(野神)의 패자부활전                  |
| 1월 10일  | 우리를 유혹하지 마세요                   |
| 1월 10일  | 울랄라세션의 절망과 희망 사이            |
| 1월 10일  | 베이징에 갇힌 여인                       |
| 1월 17일  | 소는 누가 키우나?                        |
| 1월 17일  | 두 남자의 나무도감                       |
| 1월 17일  | 한 평의 도전                             |
| 1월 31일  | 수상한 작명소                            |
| 1월 31일  | 몸짱 - 그 불편한 진실                    |
| 1월 31일  | 금(金)배지 - 그 이후                     |
| 2월 7일   | 유치만 해놓고                            |
| 2월 7일   | 억(億)대 부농들의 비밀                   |
| 2월 7일   | 스마트하게 따뜻하게                      |
| 2월 14일  | 프로야구 선수협에게 무슨 일이?           |
| 2월 14일  | 하메족(族)의 사회학                      |
| 2월 14일  | 오디션 신드롬                            |
| 2월 21일  | 등골브레이커의 그늘                      |
| 2월 21일  | 빵의 전쟁                                |
| 2월 21일  | 쌍용차 사태 1000일 - 지금 그들은?        |
| 2월 29일  | 등이 휜다 - 대학생 주거난                |
| 2월 29일  | 방사선을 쫓는 사람들                     |
| 2월 29일  | 죽음의 공포 - 공황 장애                  |
| 3월 6일   | 위기의 어린이집                          |
| 3월 6일   | 명품 화장품 가격의 진실?                 |
| 3월 6일   | 일하지 않는 청년들                       |
| 3월 13일  | 제발 강제북송만은                        |
| 3월 13일  | 와인 - 알수록 불편한 가격                |
| 3월 13일  | 기름값이 미쳤다                          |
| 3월 20일  | 쫓는 자와 쫓기는 자                      |
| 3월 20일  | 없는 사람도 만드는 출생신고              |
| 3월 20일  | 그녀의 사라진 일주일                     |
| 3월 27일  | SPA 전성시대의 그늘                      |
| 3월 27일  | 제돌이의 마지막 점프                     |
| 3월 27일  | 공교육에 부는 새 바람                    |
| 4월 3일   | 벼랑 끝 노인 - 어떻게 구했나?            |
| 4월 3일   | 검투사 대 저격수                         |
| 4월 3일   | 맞짱뜨는 아이들                          |
| 4월 10일  | 억소리 나는 결혼식                       |
| 4월 10일  | 똑똑한 소비자 가이드가 될까?             |
| 4월 10일  | 박근혜 대 한명숙                         |
| 4월 17일  | 두 남자의 특별한 도전                    |
| 4월 17일  | 테디 배의 특별한 하루                    |
| 4월 17일  | 7일의 선택                               |
| 4월 24일  | 이방인 - 공존의 조건                     |
| 4월 24일  | 우리는 노예였다                          |
| 4월 24일  | 무너진 교권                              |
| 5월 1일   | 천국보다 멋진                            |
| 5월 1일   | 9호선 요금논란 - 진실은?                 |
| 5월 1일   | 5월의 눈물                               |
| 5월 8일   | 그녀의 마지막 여행                       |
| 5월 8일   | 답답한 학교는 싫다                       |
| 5월 8일   | 서울성곽 답사기                          |
| 5월 15일  | 공포의 시골마을                          |
| 5월 15일  | 밀항 회장님의 이력서                     |
| 5월 15일  | 일진 선생님                              |
| 5월 22일  | 놀이공원 안전보고서                      |
| 5월 22일  | 우면산 산사태 300일 우면산 부실복구 논란 |
| 5월 22일  | 녹조류의 습격                            |
| 5월 29일  | 소 구출작전                              |
| 5월 29일  | 영웅 - 히어로즈 조련사                   |
| 5월 29일  | 상일이의 네 손가락                       |
| 6월 5일   | 더위의 습격                              |
| 6월 5일   | 백일 된 서연이에게 무슨일이              |
| 6월 5일   | 62년 만의 귀환 - 북에서 온 전사          |
| 6월 12일  | 학교 폭력 - 탈출구를 찾아라              |
| 6월 12일  | 응급실은 응급상태                        |
| 6월 12일  | 마법의 다이어트 약                       |
| 6월 19일  | 대(大)정전 다시 오나                     |
| 6월 19일  | 폐교 쓰나미                              |
| 6월 19일  | 이제는 꽃중년                            |
| 6월 26일  | 가뭄과의 전쟁                            |
| 6월 26일  | 영아유기 - 그 뒤에는                     |
| 6월 26일  | 부치지 못한 편지                         |
| 7월 3일   | 가족의 목숨 값                           |
| 7월 3일   | 복남 씨의 선택                           |
| 7월 3일   | 의원 나리 특권은 어디까지?               |
| 7월 10일  | 저출산의 그늘                            |
| 7월 10일  | 귀어 - 봉현 씨의 연봉                    |
| 7월 10일  | 한옥학개론                               |
| 7월 17일  | 빚이 삼킨 집                             |
| 7월 17일  | 나는 소녀를 죽이지 않았다                |
| 7월 17일  | 대중가요 통제사                          |
| 7월 24일  | 도계읍의 사채왕                          |
| 7월 24일  | 고리의 경고                              |
| 7월 24일  | 의원나리 양심                            |
| 8월 14일  | 런던 - 우리는 달랐다                     |
| 8월 14일  | 기후 - 괴물이 되다                       |
| 8월 14일  | 독립유공자의 자격                        |
| 8월 21일  | 해파리의 대공습                          |
| 8월 21일  | 두 번 버려진 사람들                      |
| 8월 21일  | 세계는 강남스타일                        |
| 8월 28일  | 시티홀 - 기묘한 동거의 원인              |
| 8월 28일  | 누가 묻지마 범죄를 저지르는가?           |
| 8월 28일  | 돈 되는 성형                             |
| 9월 4일   | 물가 태풍 주의보                         |
| 9월 4일   | 뜨는 시장 지는 시장                      |
| 9월 4일   | 나는 도시농부다                          |
| 9월 11일  | 강남 사교육은 무너졌을까?                |
| 9월 11일  | 화학적 거세                              |
| 9월 11일  | 알바생의 눈물                            |
| 9월 18일  | 두 번 죽는 피해자                        |
| 9월 18일  | 당신의 제대혈은 안전할까요?              |
| 9월 18일  | 강남스타일과 도둑들                      |
| 9월 25일  | 추석 - 소비자는 봉?                      |
| 9월 25일  | 김 여사의 진실                           |
| 9월 25일  | 미스터 저스티스                          |
| 10월 9일  | 불산가스가 휩쓸고 간 마을                |
| 10월 9일  | 웨딩도 한류                              |
| 10월 9일  | 헤더 원의 아리랑                         |
| 10월 23일 | 정치와 강남스타일                        |
| 10월 23일 | 그들만의 산재보험                        |
| 10월 23일 | 안나푸르나 - 그 후 1년                   |
| 10월 30일 | 죽음의 덫 - 마취                         |
| 10월 30일 | 신(新) 문화 - 소비권력 397               |
| 10월 30일 | 반기문 UN 사무총장                       |
| 11월 6일  | 집 값이 오르나?                          |
| 11월 6일  | 낙인과 관용의 차이                       |
| 11월 6일  | 미래학교 보고서                          |
| 11월 13일 | 그들은 왜 제주도로 가는가?               |
| 11월 13일 | 나는 선생님입니다                        |
| 11월 13일 | 디자인 서울의 그늘                       |
| 11월 20일 | 조희팔 - 로비의 끝은?                    |
| 11월 20일 | 요즘 노래 가사 어떠세요?                 |
| 11월 20일 | 에너지 음료 열풍의 그늘                  |
| 11월 27일 | 잃어버린 휴대폰은 어디에?                |
| 11월 27일 | 한 끼로 산다                             |
| 11월 27일 | 일하는 엄마의 조건                       |
| 12월 11일 | 감성의 정치학                            |
| 12월 11일 | 소녀상을 지키는 사람들                   |
| 12월 11일 | 달동네의 변신                            |
| 12월 18일 | D-1 당신의 선택은?                       |
| 12월 18일 | 베트남 드림의 명암                       |

### 2013년
| 날짜      | 주제                                     |
| --------- | ---------------------------------------- |
| 1월 8일   | 1조 원 국가건강검진을 믿을 만할까요?     |
| 1월 8일   | 중산층 재건의 과제                       |
| 1월 8일   | 인수위 성공의 조건                       |
| 1월 15일  | 성직자와 세금 - 그들만의 특별한 납세의무 |
| 1월 15일  | 담배 그놈 참 - 실내 금연 한 달의 풍경    |
| 1월 15일  | 무상보육에 만족하십니까                  |
| 1월 22일  | 누구를 위한 예산인가?                    |
| 1월 22일  | 월급쟁이 농민들의 선택                   |
| 1월 22일  | 김호철 · 문경은 - 리더십의 비밀은?       |
| 1월 29일  | 변이 바이러스의 습격                     |
| 1월 29일  | 나는 행복도시에 삽니다                   |
| 1월 29일  | 나의 영웅 아웅산 수치                    |
| 2월 5일   | 지하철 기관사로 산다는 것                |
| 2월 5일   | 우면산터널의 추악한 진실                 |
| 2월 5일   | 집 밥의 힘 - 집 밥 공동체                |
| 2월 19일  | 충격 - 스마트폰 도청 실태                |
| 2월 19일  | 긴급점검 - 9백만 개의 시한폭탄           |
| 2월 19일  | 2013 대한민국 재상 스토리                |
| 2월 26일  | 집 살까 말까                             |
| 2월 26일  | 사라진 할머니 그리고 소문                |
| 2월 26일  | 서울시 근데 재밌네                       |
| 3월 5일   | 아파트는 지금 비리복마전                 |
| 3월 5일   | 기구한 운명 - 딜쿠샤                     |
| 3월 5일   | 2013 외가의존사회                        |
| 3월 12일  | 일베를 아십니까?                         |
| 3월 12일  | 2013 은퇴 보릿고개 넘기                  |
| 3월 12일  | 특별한 마을 사람들                       |
| 3월 19일  | 삼겹살 값의 진실                         |
| 3월 19일  | 훔친 불상이라고?                         |
| 3월 19일  | 당신은 스마트하십니까?                   |
| 3월 26일  | 신(新) 대한민국 아빠                     |
| 3월 26일  | 대형병원 의료과실 - 방치된 환자안전      |
| 3월 26일  | 낮은 자들의 병원                         |
| 4월 2일   | 나는 살인범이 아닙니다 - 그 3년의 추적   |
| 4월 2일   | 코하우징                                 |
| 4월 9일   | 고(故) 강태기 - 그리고 연극 배우         |
| 4월 9일   | 효소 열풍 - 진실은?                      |
| 4월 9일   | 자판기와 뺀질이                          |
| 4월 16일  | 이상한 놈들이 나타났다                   |
| 4월 16일  | 환상이 지나간 자리                       |
| 4월 16일  | 황금씨앗                                 |
| 4월 23일  | 악동이 남긴 것                           |
| 4월 23일  | 선택 없는 선택 진료                      |
| 4월 30일  | 충격실태 - 양악 수술 화려한 유혹         |
| 4월 30일  | 내가 사는 이유 - 버킷리스트              |
| 5월 7일   | 을(乙)의 반란 - 유통 권력에 맞서다       |
| 5월 7일   | 가짜 베스트셀러                          |
| 5월 7일   | 당신에게 조용필은?                       |
| 5월 14일  | 우리들의 일그러진 초상                   |
| 5월 14일  | 신(新)문화주체 - 액티브 시니어           |
| 5월 14일  | 맥주 - 맛이 문제인가요?                  |
| 5월 21일  | 강남 물난리 그리고 삼성                  |
| 5월 21일  | 위조사기단의 덫                          |
| 5월 21일  | 포항 앞바다 - 그가 본 것은?              |
| 5월 28일  | 일베에 빠진 아이들                       |
| 5월 28일  | 출판사 사재기 - 불치병인가?              |
| 5월 28일  | 두 번 죽은 내 아들                       |
| 6월 4일   | 가깝고도 낯선 공포                       |
| 6월 4일   | 그들이 혼자 사는 법                      |
| 6월 4일   | PIP 교육의 진실은?                       |
| 6월 11일  | 이런 일자리 없습니까?                    |
| 6월 11일  | 그 보육원에선 무슨 일이?                 |
| 6월 11일  | 내 몸을 속이는 다이어트                  |
| 6월 25일  | 발전소가 위험하다                        |
| 6월 25일  | 당하는 죽음에서 맞이하는 죽음으로        |
| 6월 25일  | 연예병사들의 화려한 외출                 |
| 7월 2일   | 수입화장품의 위험한 진실                 |
| 7월 2일   | 먹방 - 3인 3색                           |
| 7월 2일   | 화려한 외출 - 불편한 진실                |
| 7월 9일   | 글이 두려운 아이들                       |
| 7월 9일   | 반려의 두 얼굴                           |
| 7월 9일   | 100억 위조수표 미스터리                  |
| 7월 16일  | 문어발 사학과 조세회피처                 |
| 7월 16일  | 스마트폰 - 독이 되다                     |
| 7월 23일  | 내 땅인가? 나라 땅인가?                  |
| 7월 23일  | 훈계 못 하는 사회                        |
| 7월 23일  | 연예 병사 보도 그 후                     |
| 7월 30일  | 당신의 비밀이 거래되고 있다              |
| 8월 6일   | 맛있는 빗물                              |
| 8월 6일   | 사람 잡는 사설 캠프                      |
| 8월 13일  | 일(日) 방사능 공포 - 괴담 혹은 진실      |
| 8월 13일  | 느린 마을 이야기                         |
| 8월 20일  | 누가 혐한에 맞서나?                      |
| 8월 20일  | 보석섬의 비극                            |
| 8월 27일  | 미친 전세 값의 덫                        |
| 8월 27일  | 서울을 떠난 사람들 - 제주 문화이민       |
| 9월 3일   | 카말라의 눈물                            |
| 9월 10일  | 모니카의 평양 그리고 서울                |
| 9월 10일  | 불안한 추석물가 - 또?                    |
| 9월 17일  | 해외도피 탈세왕(王) - 안 잡나? 못 잡나?  |
| 9월 17일  | 욕망의 코인 - 10년이 남긴 것             |
| 9월 24일  | 친일파 후손의 역습                       |
| 9월 24일  | 웅담 캡슐 - 독이 된 만병통치약           |
| 10월 1일  | FX 3차 사업 - 왜 무산됐나                |
| 10월 1일  | 작동을 않는 소방시설 - 왜?               |
| 10월 8일  | 유전사 검사가 뭐기에                     |
| 10월 8일  | 역사 교과서 - 베끼고 퍼오고              |
| 10월 22일 | 피고인이 선택한 심판자                   |
| 10월 22일 | 731부대원에게 훈장을?                    |
| 11월 5일  | 가을 야구에 빠지다                       |
| 11월 5일  | 국감이 유감입니다                        |
| 11월 12일 | 식품 첨가물 과잉 시대                    |
| 11월 12일 | 제주 땅 값 이상 급등                     |
| 11월 19일 | PM2.5의 습격                             |
| 11월 26일 | 도심을 휘젓는 멧돼지 - 왜?               |
| 11월 26일 | 비정한 일터 - 미안해 아가야              |
| 12월 3일  | 사라지는 노인들                          |
| 12월 3일  | 겨울 - 실내 공간 주의보                  |
| 12월 10일 | 학교 폭력 탈출기                         |
| 12월 10일 | 누구를 위한 동물원인가                   |
| 12월 17일 | 아동 학대 - 소리 없는 비명               |
| 12월 17일 | 백두혈통 - 독재 드라마를 쓰다            |
| 12월 24일 | 퍼주는 사람들                            |
| 12월 24일 | 사람 잡는 수렵                           |

### 2014년
| 날짜      | 주제 |
| --------- | --- |
| 1월 7일   | 최후의 끽연자 대한민국 판사가 사는 법                                                                                                |
| 1월 14일  | 당신의 주소를 아십니까? 제주 이민 그 후                                                                                              |
| 1월 21일  | 군함에 짝퉁 부품 특구 원년 돈 되는 말                                                                                                |
| 1월 28일  | 폭탄 돌리기 권리금 보이지 않는 적 - PM 2.5의 진실                                                                                    |
| 2월 4일   | 갑의 희롱 을의 비명 - 직장 성희롱 실태 보고서 눈밭에 인생을 걸다                                                                     |
| 2월 11일  | 세계 일주 - 그들은 왜 사각지대에서 뛰어노는 아이들                                                                                   |
| 2월 25일  | 안현수 현상 - 무엇을 남겼나? 황혼육아 - 손주가 뭐길래                                                                                |
| 3월 4일   | 나를 지워주세요 소비자 - 대한민국 유통에 직구를 던지다                                                                               |
| 3월 11일  | 해운대 노리는 차이나 머니 23년만의 무죄 - 강기훈 이야기                                                                              |
| 3월 18일  | 반달곰, 토종여우 종복원은 어디까지 왔나? 오래 일하는 당신은 어떻습니까?                                                              |
| 3월 25일  | 두 번 죽는 사람들 별에서 온 보물 - 그 정체는?                                                                                        |
| 4월 1일   | 신입생 잡는 대학 군기 따로 또 같이 - 셰어하우스                                                                                      |
| 4월 8일   | 할리우드 영웅들이 남긴 것 개인정보 대란 - 1원짜리 주민번호                                                                           |
| 4월 15일  | 진화하는 검은 손 - 도박 항암치료를 거부하는 사람들                                                                                   |
| 4월 23일  | 아 세월호 - 가라앉은 골든타임 |
| 4월 29일  | 유병언 일가의 비밀 |
| 5월 6일   | 태권도 - 각본 있는 드라마 |
| 5월 13일  | 노란 리본 - 우리가 함께 할게요 아찔한 아파트 수직증축                                                                                |
| 5월 27일  | A여고 성 스캔들과 사학비리 의로운 사람들 - 그 뒤                                                                                     |
| 6월 3일   | 프로야구 오심 - 심판들의 속사정 해경 해체 발표 - 그 후                                                                               |
| 6월 24일  | 진실과 현장 - 3년의 기록 |
| 7월 1일   | 3년 간의 취재 파일 |
| 7월 8일   | 홍명보.. 유임 VS 사퇴 시의원 살인 교사 사건, 숨겨진 이야기 의원님의 의문의 돈 가방 검증의 벽을 넘어라                                |
| 7월 15일  | 공부 잘하는 약의 진실! 공천논란.. '동작(을)'격전 9년만에 오는 북한 응원단 예술원 회원의 조건                                         |
| 7월 22일  | 세월호 100일 가라앉는 잠실 싱크 홀 논란                                                                                              |
| 7월 29일  | 프로파일러가 본 '유병언 미스터리' 朴의 남자 vs 盧의 남자 한국을 떠난 여자축구 박은선 일본 화장품에 두 번 우는 사람들                 |
| 8월 5일   | 엄마 나 좀 살려주세요 불신사회의 단면... 유병언 괴담 예뻐지는 주사의 비밀 이정현 & '거위의 꿈'                                       |
| 8월 12일  | '폭력성향' 못 거르는 징병제도 D-2 약자의 벗, 프란치스코 교황 명량, 이유 있는 돌풍 D-38 오뚝이 역사 사재혁의 도전                     |
| 8월 19일  | 홍콩으로 간 수상한 100만 달러 약자의 벗, 대한민국을 위로하다 관심병사 잇따른 자살... 허술한 관리체계 영화감독 봉만대와 섬마을 아이들 |
| 8월 26일  | 도심 싱크홀, 지하의 역습 배달 앱 열풍의 이면 '얼음물 샤워' '총각엄마'와 '탈북 9형제'                                                 |
| 9월 2일   | 新 추석 연휴 이용법 인천 아시안게임, D-17 우리는 국가대표 위험 경보, 데이트 폭력 유학파 성악가들의 '트로트 도전기'                   |
| 9월 16일  | 다시 불붙은 담뱃값 인상 논란 3년 만에 무너진 외인구단의 꿈 은퇴자금 노리는 부동산 사기 기승 20대 최연소 해녀, 그녀가 사는 법         |
| 10월 7일  | 니하오 '요우커' '불 꺼진 환승 시설', 인천공항에는 무슨 일이? 상수원 보호구역에 수중폐기물 암(癌)을 향해 쏜 한 발.. '사격여왕' 정미라 |
| 10월 21일 | 판교 환풍구 참사... 또 추락한 안전 누구를 위한 단통법? 윤달이 뭐길래 다문화 리틀 야구단의 무지개 꿈                                  |
| 10월 28일 | 도시 공원·고궁에 발암성 농약 신고포상금 1,000개의 그늘 대북 전단 살포, 남남갈등 폭발 50대 서울 부부 지리산에서 행복을 품다           |
| 11월 4일  | 떠나간 마왕... 커지는 의혹 팬들이 불러낸 '야신' 김성근 로또 1등, 축복인가 저주인가 어성초 열풍... 탈모 치료 효과는?                  |
| 11월 18일 | 수술대 오른 공무원 연금 비정규직 울리는 꼼수계약 삼풍에서 세월호까지… 탈출구는? 대한민국 대법관                                      |

## 결방
- 2016년 8월 6일 ~ 2016년 8월 20일 : 리우 2016 특집 및 《2016년 하계 올림픽》 중계 방송으로 인해 결방
- 2018년 3월 10일 ~ 2018년 3월 17일 : 작가 교체 논란으로 인해 결방
- 2019년 9월 7일 : 태풍 북상 관련 뉴스 특보 편성으로 인해 결방
- 2019년 9월 14일 : 《추석 특집 순간포착 세상에 이런일이 (재방송)》 편성으로 인해 결방
- 2020년 1월 25일 : 《설날 특집 순간포착 세상에 이런일이 (재방송)》 편성으로 인해 결방

## 지역 방송국 프로그램
| 방송 채널 | 방송 권역                          | 프로그램              | 방송 시간                            |
| --------- | ---------------------------------- | --------------------- | ------------------------------------ |
| CJB TV    | 충청북도                           | CJB 스페셜            | 매주 토요일 오전 8시 ~ 오전 8시 30분 |
| kbc TV    | 광주광역시 전라남도                | 휴먼토크 호남, 호남인 | 매주 토요일 오전 8시 ~ 오전 8시 30분 |
| ubc TV    | 울산광역시                         | 생방송 0!52 (재방송)  | 매주 토요일 오전 8시 ~ 오전 8시 45분 |
| G1 TV     | 강원특별자치도                     | 테마스페셜            | 매주 토요일 오전 8시 ~ 오전 9시      |
| KNN TV    | 부산광역시 경상남도                | 테마스페셜            | 매주 토요일 오전 8시 ~ 오전 9시      |
| TJB TV    | 대전광역시 세종특별자치시 충청남도 | 네모세모              | 매주 토요일 오전 8시 ~ 오전 9시      |
| TBC TV    | 대구광역시 경상북도                | 싱싱 고향별곡         | 매주 토요일 오전 8시 ~ 오전 9시      |
| JTV TV    | 전북특별자치도                     | JTV 시사토크          | 매주 토요일 오전 8시 ~ 오전 9시      |
| JIBS TV   | 제주특별자치도                     | 국민맞수              | 매주 토요일 오전 8시 ~ 오전 9시      |

## 타이틀 변천사
- 현재 타이틀은 2014년 7월 8일부터 기준으로 한다.

| 기수 | 프로그램 타이틀            | 방송 기간                          |
| ---- | -------------------------- | ---------------------------------- |
| 1기  | SBS 뉴스추적               | 1997년 7월 1일 ~ 1998년 10월 13일  |
| 2기  | SBS 제3취재본부            | 1998년 10월 20일 ~ 1999년 9월 28일 |
| 3기  | SBS 뉴스추적               | 1999년 10월 24일 ~ 2011년 3월 9일  |
| 4기  | 기지가 만나는 세상 현장 21 | 2011년 3월 22일 ~ 일자 미상        |
| 5기  | 현장 21                    | 일자 미상 ~ 2014년 7월 1일         |
| 6기  | SBS 뉴스토리               | 2014년 7월 8일 ~ 현재              |

## 경쟁 프로그램
- 더 보다 (KBS 1TV)
- 스트레이트 (MBC TV)